# Otto-Schott-Straße (Weimar)

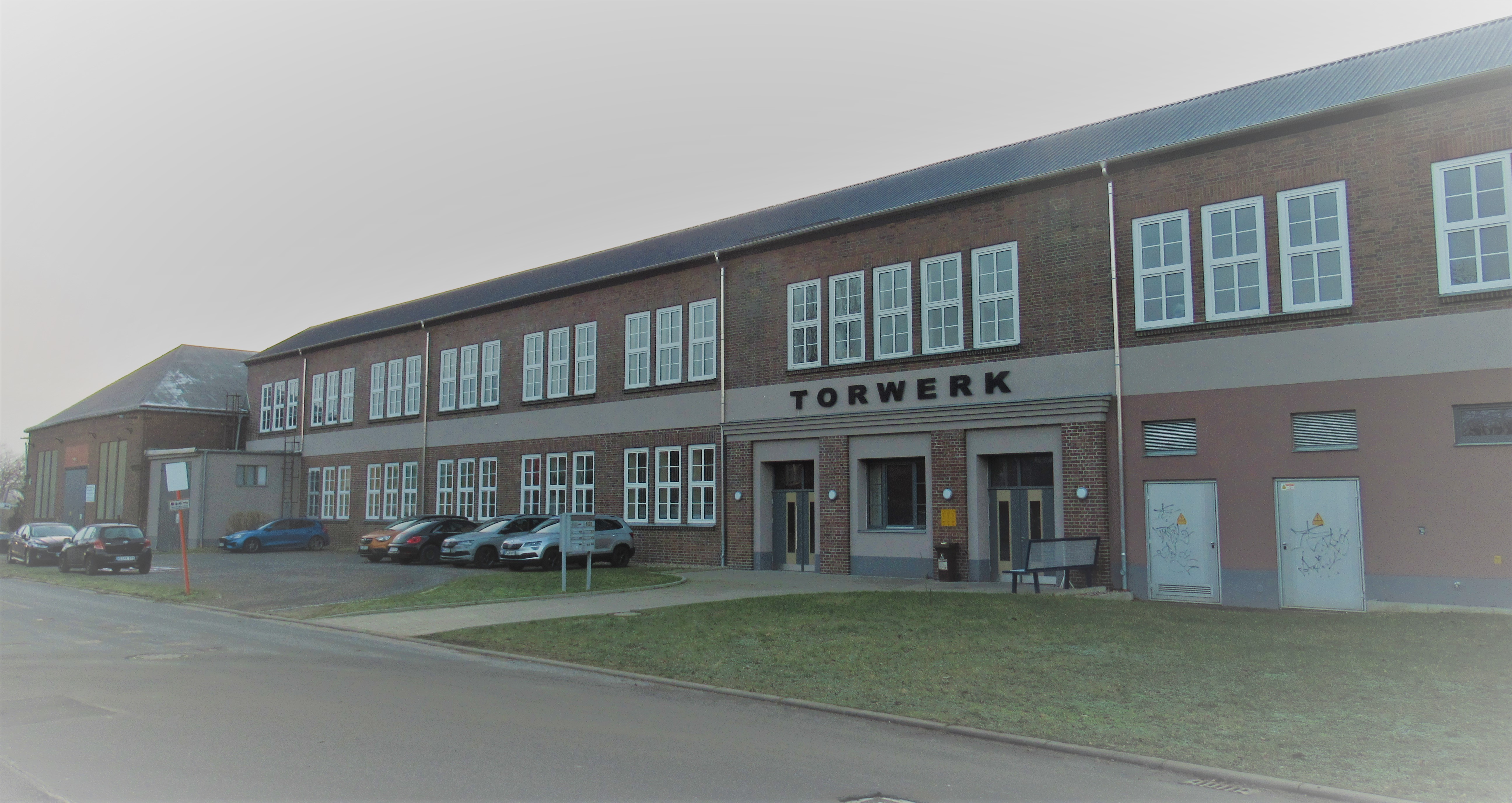
Torwerk in der Otto-Schott-Straße

Die Otto-Schott-Straße  ist eine Straße in Weimar, die die Kromsdorfer Straße kreuzt. Sie beginnt an der Buttelstedter Straße unmittelbar an den Bahngleisen und endet an der Kromsdorfer Straße. Für die dortigen Betriebe ist sie eine Anschlussstraße mit Querstraßen.
Die Straße wurde am 14. September 2003 nach dem Chemiker und Glastechniker Friedrich Otto Schott (1851–1935) benannt.
Der Straßenzug selbst steht nicht auf der Denkmalliste der Stadt Weimar, wohl aber einige an ihm befindliche Werkhallen des einstigen Weimar-Werkes. Das sind: Otto-Schott-Straße 1: Industriehalle / Halle 2b; Otto-Schott-Straße 2: Fabrikgebäude / ehem. Weimar-Werk, Halle 2a; Otto-Schott-Straße 3: Fabrikgebäude / ehem. Weimar-Werk, Halle 3; Otto-Schott-Straße 8: Fabrikgebäude / ehem. Weimar-Werk, Maschinenhalle 4c. Besonders herausragend hiervon ist das Torwerk. Es handelt sich im die Halle 3, die 1942 als Teil der ehemaligen Wilhelm-Gustloff-Werke entstand.
Es befindet sich hier ein Wellpapphersteller.